# RRC de Boitsfort

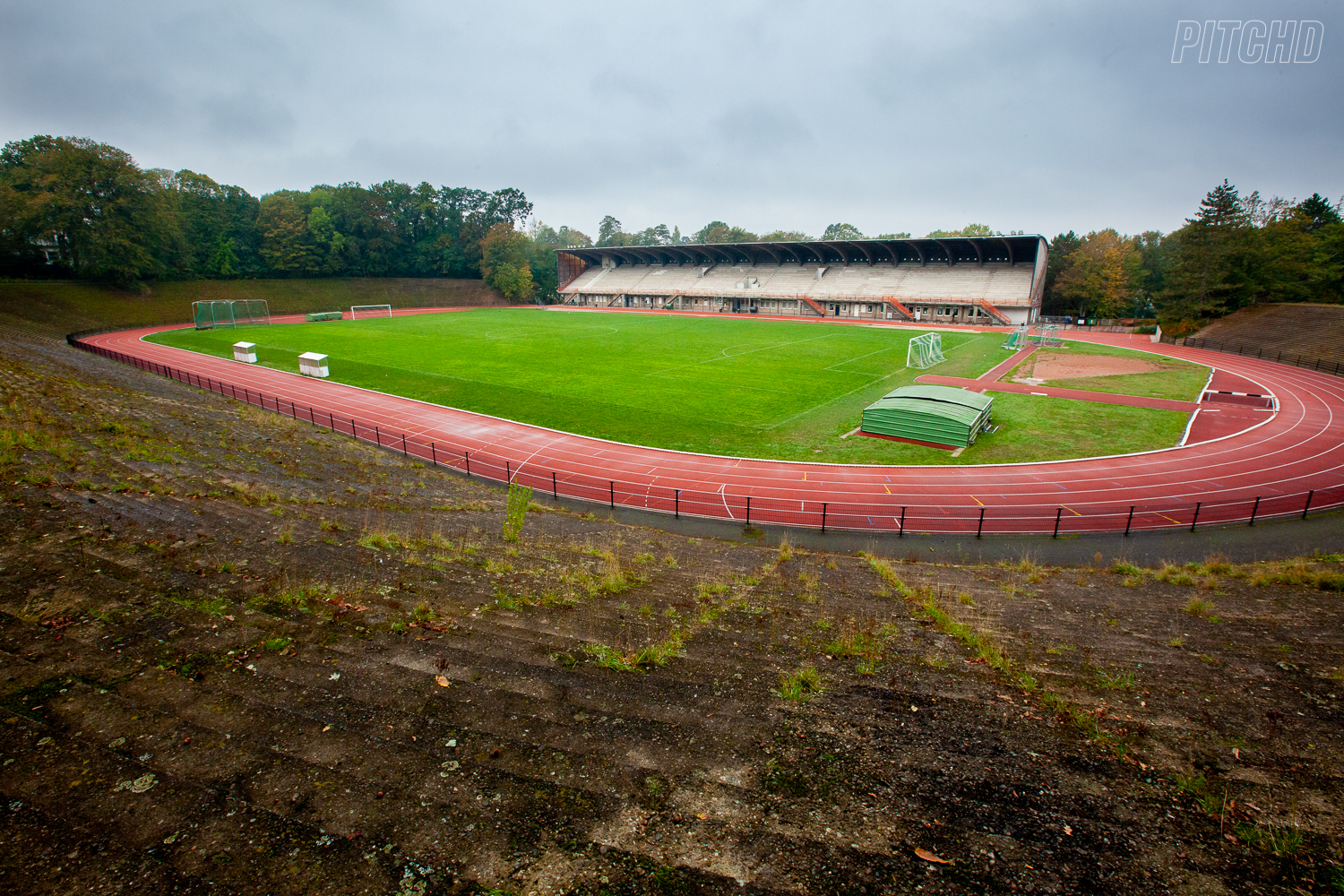
Drie Lindenstadion

Royal Racing Club (RRC) de Boitsfort is een Belgische voetbalclub uit Bosvoorde en speelt zijn thuiswedstrijden in het Drie Lindenstadion. RRC de Boitsfort, ontstaan door vele fusies heeft blauw en wit als clubkleuren. De grondlegger van de club is Racing Club de Bruxelles opgericht in 1894, maar deze club fuseerde met White Star AC in 1963. Nadien werd er een nieuwe Racing Club de Bruxelles opgericht met stamnummer 9012 op 28 augustus 1985; ook deze club fuseerde. Zelfs meerdere malen, tot in 1991 de laatste fusie plaatsvond. De naam van de nieuwe club veranderde in 2004 in Royal Racing Club de Boitsfort.

## Geschiedenis

### Racing Club de Bruxelles
Racing Club de Bruxelles werd opgericht in 1890 als atletiekclub, en vier jaar later werd de voetbalafdeling geopend. Het jaar daarop was het een van de oprichters van de Belgische Unie, waarvan de club de eerste jaren van het kampioenschap domineerde met 6 behaalde titels tijdens de eerste 13 gespeelde seizoenen. RC de Bruxelles werd ook de winnaar van de eerste Beker van België 1911-12. De club brengt de seizoenen na de Eerste Wereldoorlog door tussen eerste en derde klasse en slaagt er nooit in haar oude glorie te herwinnen. In 1963, geplaagd door financiële moeilijkheden, fuseerde het met White Star AC.

### Racing Club de Bruxelles (9012)
Racing Club de Bruxelles (9012) werd opgericht op 28 augustus 1985 en kreeg het stamnummer 9012 toegekend. Vier jaar later in 1989 fuseerde de jonge club al met SK Watermael onder het stamnummer 7759 in Racing Club de Bruxelles (7759). De nieuwe club behield het nummer van Watermael, maar gebruikte de naam Racing Club de Bruxelles. Na twee jaar fuseerde het opnieuw, dit keer met RRC Boitsfort (zelf ontstaan door een fusie op 8 september 1926 tussen Carloo Football Club Uccle en Union Sportive Boitsfortoise) en ontvingen ze hun stamnummer 556 en gingen ze in het Drie Lindenstadion spelen.
In 2004 veranderde de club haar naam opnieuw in Royal Racing Club de Boitsfort. Deze club wist echter nooit uit de provinciale reeksen te geraken, maar bereikte wel al de eerste provinciale.